# 세종포천고속도로
세종포천고속도로(世宗抱川高速道路, 고속도로 제29호선)는 세종특별자치시를 기점으로, 경기도 포천시를 종점으로 하여 건설중인 대한민국의 고속도로이다.
구리 ~ 포천 구간이 2012년 6월 30일에 착공되어 2017년 6월 30일 전 구간이 개통되었다. 민간투자사업이며 국비가 많이 지원되어 통행료는 낮으며, 이와 더불어 양주 지선 구간이 동시에 착공되었다. 사업 시행자는 서울북부고속도로주식회사이다.
세종 ~ 구리 구간은 서울세종고속도로 또는 제2경부고속도로 등으로 불려 왔으며 경부고속도로와 중부고속도로의 통행량을 분산하기 위해 계획된 구간이다. 이 중  안성 ~ 구리 구간은 2016년 12월에 착공되어 2025년 1월 1일에 개통되었다. 세종 ~ 안성 구간은 2019년 12월 27일에 착공되어 빨라도 2026년 12월에야 개통될 예정이다.
현재 포천시와 서울특별시를 잇는 도로 국도 제43호선, 국도 제47호선, 동부간선도로는 시내지역 상습정체와, 교차로 구간 신호등이 전국적으로 가장 많은 지역이다. 기존 서울시내에서 1시간 30분가량 걸리던 소요시간은 고속도로 완공 후에는 40분 내외로 단축되었다.

## 역사

### 세종 ~ 구리 구간
서울세종고속도로라고 공식적으로 지칭되어온 이 구간의 별칭인 제2경부고속도로라는 명칭이 사용된 노선은 5가지였다. 경부고속도로가 건설된 후 물동량이 몰려 발생하는 교통난을 해소하기 위해 1991년 대한민국 정부에서 경부고속철도를 추진할 때 민주당에서 제의한 대체 방안 중 하나에서 시작된다. 그러나 14대 대선에서 김영삼이 당선되어 민주당이 참패하면서 이 안은 무산되었다.
이후 2003년 건설교통부에서 서수원 ∼ 천안을 잇는 연장 107.94km의 노선을 민자 노선으로 다시 제2경부고속도로라고 알려진 사업으로서 추진하기 시작했다. 이어서 제2경부고속도로라고 보도된 하남  ~ 오산을 잇는 52.2km 구간을 경기도에서 먼저 추진하고 나섰는데 건설교통부에서는 "일방적 추진"이라며 불만을 표시했고, 일각에서는 현실성 없는 선심성 사업이라는 비판이 나왔다.
건교부가 연구용역을 의뢰하여 2003년 12월에 완료하고 2004년 12월에 확정한 "수도권 고속도로망 기본계획"에 두 가지 노선계획이 거의 모두 포함되어 있었으나 제2경부고속도로라는 명칭은 지정되지 않았다. 그리고 이 기본계획에서 현재의 세종포천고속도로의 모태가 되는 남북5축 용인~서울~연천 간 고속도로 계획이 수립되어 있었다.
2006년 10월에는 용인~하남 구간을 먼저 건설하기로 발표했으며 2010년 착공을 목표로 2007년 실시설계에 들어갔다. 2009년 2월에는 턴키방식으로 1단계 구간인 서하남~용인 구간을 건설하기로 발표했는데 막상 기획재정부에서 민자사업이 아니라 재정사업으로 추진해야 한다고 나서 갈등이 발생하기도 했다.
현재의 세종포천고속도로의 청사진이 공식적으로 수립되는 과정은 다음과 같았다. 건교부는 2005년 12월에 남양주인근에서 세종특별자치시 (행정중심복합도시)로 향하는 고속도로 건설 계획을 기입한 수도권간선도로망 계획을 고시하였고 2007년 12월에는 제2경부고속도로라는 명칭을 최초로 고시하면서 하남∼용인∼안성 구간으로 확정하였다. 이로써 노선이 중복되는 남북 5축 고속도로, 제2경부고속도로와 세종시행 고속도로를 통합할 필요성이 발생하여 국토해양부는 2008년 10월에  기존의 남북 5축인 용인-하남-서울-연천 (92.9km) 고속도로를 조정하여 남북 5축 세종-천안-안성-용인-하남-서울 간, 서울-연천 간 고속도로 (182.2km) 건설 실행계획을 수립하였고 서울~연천 고속도로는 민자사업으로 추진하기로 하고 서울~세종고속도로는 예비타당성조사를 실시한 후에 한국도로공사 투자로 추진할지 여부를 결정하기로 하였다. 이것이 현재의 세종포천고속도로 건설의 최초의 청사진이었고 그대로 실행되어 왔다. 이때 서울세종고속도로는 경부고속도로의 성남축을 보완하는 제2경부고속도로의 역할과 세종시 정상화 기능을 담당하기로 계획되었다. 2008년 9월에는 서울세종고속도로가 국가적 중요 사업으로 진행하는 광역경제권 발전을 위한 30대 선도프로젝트로 선정되었다.
서울세종고속도로 실행계획을 근거로 국토부가 수립하여 제출한 서울세종고속도로 사업계획서에 대하여 2008년 7월부터 국가재정법 38조에 따라 예비타당성조사가 시작되어 2009년 2월에 완료되었다. 이는 국토부 사업계획서에서 제시한, 기점이 충남 공주시 장기면 (대전~당진간 고속도로)이고 서세종JCT, 의당JCT, 천안성남JCT, 동안성JCT, 동용인JCT와 남구리IC를 거쳐 종점이 경기도 구리시 토평동 (서울~포천간 민자고속도로)에 이르는 노선도에 대하여 실시되어 B/C 1.28로 통과되었다. 사업계획서 상 재원 조달 방식은 한국도로공사 자체 투자였으며 사전민자 적격성 조사도 추가로 실시하여 통과되었으며 2008년 8월에서 2009년 11월까지는 국토해양부와 한국도로공사에 의한 타당성조사도 이루어져 통과되었다.
그리고 사업계획서상 노선에 대하여 예비타당성조사를 통해 선정된 최적노선에 대하여 2009년 7월에 환경성검토협의회가 개최되었으며 2009년 8월에 서울세종간 고속도로 사전환경성검토서(초안) 공람 및 설명회가 안성시, 용인시, 광주시, 천안시에서 개최되었다. 여기에서 사업구간은 충청남도 공주시 장기면～경기도 구리시 토평동 간 노선이고 사업시행자는 국토해양부(한국도로공사)라고 공표되었고 노선도 안이 공시되었다.
2009년 6월 한국개발연구원에서는 이 고속도로가 민자사업이 아니더라도 충분히 경제성이 있다고 발표했으며, 2009년 8월 기획재정부에서는 이 고속도로 건설 사업이 타당성이 있다고 국토교통부에 통보했다. 하지만 서울 강동구와 성남시에서 남한산성 구간 통과 문제로 논란이 끊이지 않자 착공이 무산되었다.
2009년 12월 기본설계를 실시하던 중 남한산성 인근 주민들의 반대로 지체되고 있다고 국토해양부가 발표하였으나 바로 그 시점에 본격적으로 착공한 4대강 사업 때문에 지연되었다는 의견도 있다. 2011년 6월 국토교통부는 서울세종고속도로 사업에 대한 기본조사를 2009년에 완료하였다고 고시하였고 투자우선순위는 6위로 결정하였고 사업시행방식은 관계기관 협의 후 확정하기로 결정하였다. 또한 경기도, 충청남도, 호남 중심부의 고속도로들이 속한 제2축 고속도로군으로 재분류하였다. 2011년 12월에는 서울세종고속도로를 6차선으로 건설하기로 계획 수립하였다.
2013년 2월 안성시가 제안해 세종시, 하남시, 용인시, 천안시, 공주시 등 서울세종고속도로가 관통하는 관련 지방자치단체들이, 2017년까지 완공을 목표로 추진됐지만 2009년 12월 기본설계가 중단된 채 방치되고 있는 제2경부고속도로의 조기 착공을 중앙정부에 촉구하였다.
2014년 3월 14일 TV조선에서 이 고속도로를 2015년에 착공할 것이라고 보도하자 대한민국 정부에서 결정된 바가 없다면서 선을 그었다.
그러다 2015년 11월 19일 국토교통부에서는 서울특별시와 세종특별자치시를 연결하는 연장 129km의 고속도로를 건설하기로 발표했고, 그 중 남안성 분기점 ~ 남구리 나들목 구간이 2016년 12월 13일에 착공되어 2023년 개통 예정이다. 추후 세종 ~ 남안성 분기점 구간도 2019년 12월에 착공될 예정이다.
국토교통부는 2009년에 실시한 예비타당성조사(B/C 1.28)와 그동안의 재원조달과 추진방식의 협의에 따라 서울세종고속도로를 구리시 토평동 ~ 충청남도 공주시 장기면(현 세종특별자치시 장군면) 노선으로 건설하겠다고 발표하였으며 추후에, 2009년에 실시한 환경성검토협의회, 사전환경성검토서(초안) 공람 및 주민설명회에도 근거한다고 발표하였다. 그리고 서울~안성 구간은 한국도로공사가 착수한 후 민자로 전환하며 2016년 착공하여 2022년 완공하고 안성~세종 구간은 민자사업으로 하여 2019년 12월에 착공하여 2024년 6월에 개통하고 청주시 오송으로 가는 지선 고속도로를 추가하여 서울~오송간도 직결시키기로 하였다. 목적은 경부·중부고속도로의 혼잡을 개선하고 세종시의 기능을 조기 안정화하고 수도권과 세종충청권의 연계 강화로 균형발전을 지원함이라고 발표하였다.세종포천고속도로의 청사진이었던 2008년 계획에 맞추어 2016년 10월에 구리포천고속도로와 서울세종고속도로를 합쳐서 세종포천고속도로라고 명칭을 부여하고  노선번호를 제29호로 결정 고시하였다.
안성세종 구간은 2017년 5월 29일에 민자적격성 조사에 통과되었다. 이후 문재인 정부가 정식 출범하면서 고속도로 공공성 강화 방침에 따르고 조기완공의 대통령공약을 이행하기 위하여 한국도로공사 투자로 추진방식을 변경하여 기존 노선도에 2019년에 착공하여 2024년에 완공한다고 기입하여 발표하였다.
하지만 철근 수급 문제 등으로 인하여 안성 ~ 구리 구간은 2025년으로, 세종 ~ 안성 구간은 2026년으로 개통이 연기되었다.

## 연혁
- 2004년 12월: 세종포천고속도로의 모태인 용인~서울, 서울~연천 간 고속도로 계획이 수립됨 (당시 남북5축으로 분류)[11]
- 2005년 12월: 수도권간선도로망 계획도에 남양주인근-행정중심복합도시 간 고속도로 계획이 기입됨[16]
- 2007년 11월: 성남축 보완을 목적으로 하남∼용인∼안성 간 제2경부고속국도 계획이 수립됨[17]
- 2008년 8월:  남북5축 용인-하남-서울-연천 계획을 연장하여 세종-천안-용인-하남-서울, 서울-연천 고속도로계획이 수립됨, 서울~연천은 민자추진으로, 서울~세종은 예비타당성조사후 재정투자 결정하기로 함[18]
- 2008년 9월:  서울세종고속도로(별칭 제2경부고속도로)가 광역경제권 발전 30대 선도프로젝트로 선정됨[19]
- 2008년 11월 17일: 경기도 구리시 ~ 경기도 포천시 신북면 구간을 고속국도 제19호선 구리포천고속도로(구리 ~ 포천선)로 지정[37]
- 2009년 2월:  국토부가 수립한 서울세종고속도로 사업계획서 (노선: 공주시 장기면~구리시 토평동, 사업방식: 재정)에 대한 예비타당성조사가 B/C 1.28로 완료 통과. (사전민자성도 실시통과)[20]
- 2009년 7월: 서울세종고속도로 환경성검토협의회가 개최됨[21]
- 2009년 8월: 서울세종고속도로 사전환경성검토서(초안) 공람 및 주민설명회가 안성, 용인, 광주 천안에서 개최됨. 사업시행자가 한국도로공사라고 공시되었음[22]
- 2009년 11월: 서울세종고속도로사업의 타당성조사 완료 (국토해양부, 한국도로공사)[21]
- 2010년 12월: 국토해양부와 대우건설의 컨소시엄으로 구성된 서울북부고속도로 주식회사와 실시협약 체결, 서울세종고속도로가 경기도 충청남도 호남 중심부 방면의 제2축 고속도로군으로 분류됨[38]
- 2011년 6월: 서울세종고속도로 사업의 기본조사가 완료되었고. 사업시행방식은 관계기관 협의 후 확정하기로 하고, 투자우선순위는 6위라고 고시됨,[27] 서울세종고속도로가 6차선으로 결정됨[28]
- 2012년 6월 5일: 구리포천고속도로 민간투자사업 실시계획 승인 및 고속도로 신설을 위해 본선인 경기도 구리시 토평동 ~ 포천시 신북면 가채리 구간과 지선인 경기도 포천시 소흘읍 이동교리 ~ 양주시 봉양동 총 50.54km 구간 도로구역 결정[39]
- 2012년 6월 30일: 남구리 나들목 ~ 신북 나들목 구간과 지선인 소흘 분기점 ~ 양주 나들목 구간 착공
- 2014년 12월 24일: 수도권제2순환고속도로 (화도 ~ 포천, 파주 ~ 양주) 구간 노선 접속을 위해 지선인 경기도 포천시 소흘읍 이동교리 ~ 양주시 봉양동 구간을 경기도 포천시 소흘읍 이동교리 ~ 양주시 회암동 구간으로 변경해 총 50.54km에서 50.6km로 도로구역 변경[40]
- 2015년 3월 27일: 국토교통부고시로 기점을 '경기도 구리시 토평동', 종점을 '경기도 포천시 신북면 가채리'로 명시[41]
- 2015년 5월 27일: 구리~포천 구간을 도로명주소로 구리포천고속도로로 고시[42]
- 2015년 11월: 2009년 예비타당성조사 및 추진방식 협의를 근거로 민자사업으로 추진하고 2016년에 구리~안성 구간 착공, 2020년에 안성~세종 구간 착공하기로 결정됨[33][21]
- 2016년 8월 1일: 성남 ~ 구리 구간 나들목 설치 확정[43]
- 2016년 10월 19일: 경기도 안성시 금광면 장죽리 ~ 경기도 구리시 토평동 구간을 고속국도 제29호선 세종포천고속도로(안성~구리)(세종~포천선(안성~구리))로 지정, 기존 노선은 고속국도 제29호선 세종포천고속도로(구리~포천)(세종~포천선(구리~포천))으로 변경[44]
- 2016년 10월: 구리포천고속도로와 서울세종고속도로를 합쳐서 세종포천고속도로라고 명명하고 노선번호를 제29호로 지정,[34] 서울세종(안성성남구간) 고속도로건설사업 전략환경영향평가서초안 주민설명회 (2009년 예비타당성조사에 근거)[21]
- 2016년 12월: 세종∼포천(안성∼구리) 고속도로 건설공사 안성성남 구간의 도로구역의 결정 고시,[45] 서울∼세종고속도로 건설 첫 공사 착수신고[46]
- 2016년 12월 9일: 안성 ~ 구리 10~14공구 구간 신설을 위해 경기도 광주시 직동 ~ 구리시 토평동 21.94km 구간 도로구역 결정[47]
- 2016년 12월 13일:  남안성 분기점 ~ 남구리 나들목 구간 (10,13,14공구) 착공
- 2017년 4월 25일: 남안성 분기점 ~ 남구리 나들목 구간 (11,12공구) 착공
- 2017년 6월 9일: 2022년까지 11공구 구간 설계 변경으로 인해 경기도 광주시 직동 ~ 구리시 토평동 21.94km 구간 도로구역 변경[48]
- 2017년 6월 30일: 남구리 나들목 ~ 신북 나들목 44.6km 구간과 지선인 소흘 분기점 ~ 양주 나들목 6.0km 구간 개통[49]
- 2017년 7월: 국무총리 주재회의에서 서울세종 고속도로 전 구간을 한국도로공사 시행으로 전환하고 세종안성 구간은 2024년 6월 완공하기로 결정[36]
- 2017년 12월 27일: 남안성 분기점 ~ 남구리 나들목 구간 (1, 2, 3, 5, 9공구) 착공
- 2018년 3월 23일: 안성 ~ 구리 1~3, 5, 9공구 구간 신설을 위해 경기도 안성시 금광면 장죽리 ~ 광주시 직동 29.14km 구간 도로구역 결정[50]
- 2018년 5월 4일: 안성 ~ 구리 10~14공구 구간 세부설계 변경으로 인해 경기도 광주시 직동 ~ 구리시 토평동 21.93km 구간으로 도로구역 변경[51]
- 2018년 7월 19일: 안성 ~ 구리 4, 6~8공구 구간 신설을 위해 경기도 안성시 금광면 장죽리 ~ 광주시 직동 21.16km 구간 도로구역 결정[52]
- 2018년 9월 28일: 남안성 분기점 ~ 남구리 나들목 구간 (4,6,7,8공구) 착공
- 2019년 1월 30일: 2022년까지 원삼, 양지졸음쉼터, 안성바우덕이휴게소 등 일부 사업구역 변경을 위해 경기도 안성시 금광면 장죽리 ~ 광주시 직동 50.3km 구간 도로구역 변경[53]
- 2019년 1월 31일: 구리 ~ 포천 구간 11개 요금소 통행료 인하[54]
- 2019년 10월 11일: 세종특별자치시 장군면 하봉리 ~ 경기도 안성시 금강면 장죽리 구간을 고속국도 제29호선 세종포천고속도로(세종 ~ 포천선(세종 ~ 안성))로 지정, 세종특별자치시 전동면 보덕리 ~ 충청북도 청주시 흥덕구 오송읍 공북리 구간을 고속국도 제292호선 '세종포천고속도로의오송지선'으로 지정[55]
- 2019년 12월 27일: 세종 분기점 ~ 남안성 분기점 구간 착공
- 2020년 3월 10일: 2024년까지 세종 ~ 안성 구간 신설을 위해 세종특별자치시 장군면 하봉리 ~ 경기도 안성시 금광면 장죽리 55.86km 구간 도로구역 결정[56]
- 2021년 9월 7일: 지선 구간이었던 소흘 분기점 ~ 양주 나들목 구간이 수도권제2순환고속도로로 분리[57]
- 2025년 1월 1일: 남구리 나들목 ~ 남안성 분기점 구간 개통[58]

## 명칭
세종포천고속도로의 청사진은 2008년 8월 수립된 수도권 고속도로망 구축 실행계획이고 이때부터 구리~세종 구간은 공식적으로 서울세종고속도로라고 지칭되었다. 제2경부고속도로라는 명칭이 사용된 노선은 서울~부산, 서수원~오산, 하남~오산, 하남~안성, 구리~세종의 5가지 구간인데 이중에서 제2경부고속도로라고 고시되었던 노선은 하남~안성 구간 하나뿐이었다. 이후에 이 구간이 구리~세종 구간인 서울세종고속도로에 포함되면서 서울세종고속도로가 하남~안성의 제2경부고속도로 역할을 병행하는 것으로 계획되었다. 서울세종고속도로는 기존의 서울~행정중심복합도시 간 고속도로
, 연천~용인 간 남북5축 고속도로
, 하남~안성 간 제2경부고속도로의 세 가지 계획이 통합된 형태로서 기존의 남북5축 연천~용인 간 고속도로를 연천~서울~세종 간 고속도로로 연장, 조정하여 탄생되었다. 이렇게 복잡하여 언론과 일반에서는 이와 다르게 명칭을 사용하는 경우가 많았다.
세종 - 구리 노선은 오래전부터 경부고속도로의 교통혼잡을 완화하기 위해 건설한다고 하여 제2경부고속도로라는 가칭으로 불려왔는데, 2014년 지방선거로 새누리당에서 이 고속도로를 다시 추진하면서 세종시까지 추진하기로 함에 따라 명칭 변경이 필요하다는 의견이 있었다. 2015년 11월 19일 국토교통부는 이 고속도로 건설 사업에 대해 발표하면서 서울세종고속도로로만 지칭해달라고 주문했다. 이 말의 의미는 제2경부고속도로라고 부를 경우 이 고속도로가 먼 미래에는 부산까지 연장할 것이라고 생각할 수 있기 때문인데, 하지만 국토교통부에서는 세종시 밑으로 이 고속도로 노선을 연장하는 방안은 한 번도 검토된 적이 없다고 선을 그은 바 있다.

## 구성
차로 수
- 남안성 분기점 ~ 소흘 분기점: 왕복 6차로 (30.46km)
- 소흘 분기점 ~ 신북 나들목: 왕복 4차로 (14.14km)

총 연장
- 남안성 분기점 ~ 신북 나들목: 44.6km

제한속도
| 구간                        | 속도                        |
| --------------------------- | --------------------------- |
| 신북 나들목 ~ 광남 나들목   | 최고 100 km/h, 최저 50 km/h |
| 광남 나들목 ~ 용인 분기점   | 최고 110 km/h, 최저 50 km/h |
| 용인 분기점 ~ 남안성 분기점 | 최고 120 km/h, 최저 50 km/h |

### 터널
| 터널 이름        | 소재지                                                                               | 길이     | 준공 년도 | 비고      |
| ---------------- | ------------------------------------------------------------------------------------ | -------- | --------- | --------- |
| 금광터널         | 경기도 안성시 금광면 금광리                                                          | 1,825m   | 2025년    | 포천 방면 |
| 금광터널         | 경기도 안성시 금광면 금광리                                                          | 1,848m   | 2025년    | 안성 방면 |
| 고삼터널         | 경기도 안성시 고삼면 쌍지리 · 보개면 북아현리                                        | 2,700m   | 2025년    |           |
| 쌍령터널         | 경기도 용인시 처인구 원삼면 학일리 · 안성시 고삼면 쌍지리                            | 870m     | 2025년    |           |
| 문수1터널        | 경기도 용인시 처인구 호동 · 이동읍 묵리                                              | 1,815m   | 2025년    | 포천 방면 |
| 문수1터널        | 경기도 용인시 처인구 호동 · 이동읍 묵리                                              | 1,848m   | 2025년    | 안성 방면 |
| 문수2터널        | 경기도 용인시 처인구 호동                                                            | 120m     | 2025년    | 포천 방면 |
| 문수2터널        | 경기도 용인시 처인구 호동                                                            | 184m     | 2025년    | 안성 방면 |
| 문수3터널        | 경기도 용인시 처인구 호동                                                            | 730m     | 2025년    | 포천 방면 |
| 문수3터널        | 경기도 용인시 처인구 호동                                                            | 805m     | 2025년    | 안성 방면 |
| 해곡터널         | 경기도 용인시 처인구 해곡동                                                          | 210m     | 2025년    | 포천 방면 |
| 운학터널         | 경기도 용인시 처인구 양지면 송문리 · 운학동                                          | 2,915m   | 2025년    | 포천 방면 |
| 운학터널         | 경기도 용인시 처인구 양지면 송문리 · 운학동                                          | 2,790m   | 2025년    | 안성 방면 |
| 포곡1터널        | 경기도 용인시 처인구 모현읍 금어리                                                   | 1,365m   | 2025년    | 포천 방면 |
| 포곡1터널        | 경기도 용인시 처인구 모현읍 금어리                                                   | 1,315m   | 2025년    | 안성 방면 |
| 포곡2터널        | 경기도 용인시 처인구 모현읍 삼계리 · 금어리                                          | 2,137m   | 2025년    | 포천 방면 |
| 포곡2터널        | 경기도 용인시 처인구 모현읍 삼계리 · 금어리                                          | 2,151m   | 2025년    | 안성 방면 |
| 모현터널         | 경기도 용인시 처인구 모현읍 초부리                                                   | 327m     | 2025년    | 포천 방면 |
| 모현터널         | 경기도 용인시 처인구 모현읍 초부리                                                   | 316m     | 2025년    | 안성 방면 |
| 오포1터널        | 경기도 광주시 고산동 · 추자동                                                        | 566m     | 2025년    | 포천 방면 |
| 오포1터널        | 경기도 광주시 고산동 · 추자동                                                        | 569m     | 2025년    | 안성 방면 |
| 오포2터널        | 경기도 광주시 고산동                                                                 | 111m     | 2025년    | 포천 방면 |
| 오포2터널        | 경기도 광주시 고산동                                                                 | 125m     | 2025년    | 안성 방면 |
| 오포3터널        | 경기도 광주시 고산동                                                                 | 350m     | 2025년    | 포천 방면 |
| 오포3터널        | 경기도 광주시 고산동                                                                 | 364m     | 2025년    | 안성 방면 |
| 능안산터널       | 경기도 광주시 삼동                                                                   | 762m     | 2025년    | 포천 방면 |
| 능안산터널       | 경기도 광주시 삼동                                                                   | 758m     | 2025년    | 안성 방면 |
| 갈현터널         | 경기도 성남시 갈현동 광주시 삼동                                                     | 1,160m   | 2025년    | 포천 방면 |
| 갈현터널         | 경기도 성남시 갈현동 광주시 삼동                                                     | 1,143m   | 2025년    | 안성 방면 |
| 남한산성터널     | 경기도 하남시 감북동 · 학암동 성남시 중원구 양지동 · 은행동 · 상대원동 광주시 광남동 | 8,341m   | 2025년    | 포천 방면 |
| 남한산성터널     | 경기도 하남시 감북동 · 학암동 성남시 중원구 양지동 · 은행동 · 상대원동 광주시 광남동 | 8,345m   | 2025년    | 안성 방면 |
| 고덕터널         | 서울특별시 강동구 고덕동                                                             | 3,838m   | 2025년    |           |
| 구리터널         | 경기도 구리시 토평동                                                                 | 3,483.5m | 2017년    | 포천 방면 |
| 구리터널         | 경기도 구리시 토평동                                                                 | 3,605m   | 2017년    | 안성 방면 |
| 중랑IC 1지하차도 | 서울특별시 중랑구 신내동                                                             | 140m     | 2017년    |           |
| 중랑IC 2지하차도 | 서울특별시 중랑구 신내동                                                             | 3.3m     | 2017년    |           |
| 갈매지하차도     | 서울특별시 중랑구 신내동                                                             | 100m     | 2017년    |           |
| 남양주터널       | 경기도 남양주시 별내면 광전리                                                        | 1,235m   | 2017년    | 포천 방면 |
| 남양주터널       | 경기도 남양주시 별내면 광전리                                                        | 1,255m   | 2017년    | 안성 방면 |
| 자금지하차도     | 경기도 의정부시 금오동                                                               | 180m     | 2017년    |           |
| 축석령터널       | 경기도 의정부시 금오동                                                               | 495m     | 2017년    |           |
| 이가팔지하차도   | 경기도 포천시 소흘읍 이가팔리                                                        | 360m     | 2017년    |           |

## 교량
- 신북IC1교
- 신북IC2교
- 하성북교
- 하성북1교
- 구읍교
- 구읍천교
- 포천IC교
- 용정2육교
- 군내교
- 좌의천교
- 용정교
- 우금천교
- 검암2교
- 검암1교
- 마산2교
- 마산1교
- 금현천교
- 산단IC교
- 방축2교
- 가산1교
- 고모천교
- 초거팔3교
- 초가팔2교
- 초가팔1교
- 소흘JCT교
- 무봉1교
- 소흘IC교
- 소흘4교
- 소흘3교
- 소흘2교
- 소흘1교
- 낙양교
- 민락교
- 민락IC교
- 동의정부IC교
- 산곡교
- 청학천교
- 용암천2교
- 화접4교
- 화접3교
- 화접2교
- 별내1교
- 용암천1교
- 갈매교
- 중랑IC교
- 고덕토평대교
- 초이교
- 광암교
- 직동1교
- 목리천교
- 고산천교
- 추자1교
- 매산1육교
- 오산천교
- 매산2교
- 경안천교
- 금어천교
- 대대천교
- 주복천교
- 해곡교
- 학일3교
- 학일2교
- 학일1교
- 북가현교
- 고삼교
- 가율천교
- 적가2교
- 곡천교
- 안성천교
- 조령천교
- 장죽2교

## 나들목 · 분기점
- TG는 요금소 (tollgate), SA는 휴게소 (Service Area)를 뜻한다.
- 개통된 안성~포천 구간 이외의 나들목, 요금소, 분기점, 휴게소의 이름은 현재 가칭으로 명칭은 추후 변경될 수 있다.[61]
- 거리의 단위는 km이다.

### 세종 ~ 안성 구간
남안성 분기점을 제외한 나들목/분기점의 명칭은 확정되지 않았으며 추후에 변경될 수 있다.
- 세종 분기점 (서산영덕고속도로)
- 세종 (국도 제43호선)
- SA 연기휴게소
- 연기 분기점 (오송지선, 국도 제1호선)
- 동천안 분기점 (경부고속도로, 당진청주고속도로)
- 동천안 (5산단로)
- SA 동천안휴게소
- 서운입장 (국도 제34호선)
- 금광 (지방도 제325호선)
- 남안성 분기점 (평택제천고속도로)

### 안성~포천 구간
| 번호   | 이름                | 로마자 이름           | 구간 거리 | 누적 거리 | 접속 노선                                                                           | 소재지     | 소재지   | 비고                                      |
| 공사중 | 공사중              | 공사중                | 공사중    | 공사중    | 공사중                                                                              | 공사중     | 공사중   | 공사중                                    |
| ------ | ------------------- | --------------------- | --------- | --------- | ----------------------------------------------------------------------------------- | ---------- | -------- | ----------------------------------------- |
| 11     | 남안성 분기점       | S.outh Anseong JC     | -         | 0.00      | 40호선 평택제천고속도로                                                             | 경기도     | 안성시   |                                           |
| 12     | 안성맞춤            | Anseongmatchum        |           |           | 국도 제38호선 (서동대로)                                                            | 경기도     | 안성시   |                                           |
| 13 SA  | 고삼 고삼호수휴게소 | Gosam Gosam SA        |           |           | 이전봉산길                                                                          | 경기도     | 안성시   | 양방향 2025년 10월 휴게소 정식개장        |
| 14     | 남용인              | South Yongin          |           |           | 지방도 제318호선 (이원로)                                                           | 경기도     | 용인시   |                                           |
| 15     | 용인 분기점         | Yongin JC             |           |           | 50호선 영동고속도로                                                                 | 경기도     | 용인시   |                                           |
| 16     | 북용인 분기점       | N.Yongin Junction JC  |           |           | 400호선 수도권제2순환고속도로                                                       | 경기도     | 용인시   |                                           |
| 17     | 북용인              | Mohyeon               |           |           | 국가지원지방도 제57호선 (용인~포곡간 도로)                                          | 경기도     | 용인시   |                                           |
| SA     | 처인휴게소          | Cheoin SA             |           |           |                                                                                     | 경기도     | 용인시   | 양방향 통합형                             |
| 18     | 오포                | Opo                   |           |           | 국도 제43호선 (포은대로) 오포로                                                     | 경기도     | 광주시   |                                           |
| 19     | 광남                | Gwangnam              |           |           | 국도 제3호선 (성남이천로)                                                           | 경기도     | 광주시   |                                           |
| 20     | 서하남 분기점       | W.est Hanam JC        |           |           | 100호선 수도권제1순환고속도로                                                       | 경기도     | 하남시   |                                           |
| TG     | 하남감북 요금소     | Hanam Gambuk TG       |           |           |                                                                                     | 경기도     | 하남시   |                                           |
| 21     | 초이                | Choi                  |           |           | 감초로 감초로216번길                                                                | 경기도     | 하남시   |                                           |
| 22     | 강동고덕            | Gangdong Godeok       |           |           | 올림픽대로 동남로                                                                   | 서울특별시 | 강동구   |                                           |
| 23 1   | 남구리              | S.Guri                | -         | 0.00      | 강변북로                                                                            | 경기도     | 구리시   |                                           |
| 2      | 중랑                | Jungnang              | 5.30      | 5.30      | 북부간선도로                                                                        | 서울특별시 | 중랑구   | 안성방향 진입, 포천방향 진출 시 요금 지불 |
| TG     | 갈매동구릉 요금소   | Galmae-Donggureung TG |           |           |                                                                                     | 경기도     | 구리시   | 본선요금소                                |
| 3      | 남별내              | S.Byeollae            | 7.30      | 12.60     | 송산로                                                                              | 경기도     | 남양주시 |                                           |
| SA     | 별내휴게소          | Byeollae SA           |           |           |                                                                                     | 경기도     | 남양주시 | 포천방향                                  |
| 4      | 동의정부            | E.Uijeongbu           | 6.60      | 19.20     | 국도 제43호선 (송산로)                                                              | 경기도     | 의정부시 |                                           |
| SA     | 의정부 휴게소       | Uijeongbu SA          |           |           |                                                                                     | 경기도     | 의정부시 | 안성방향                                  |
| 5      | 민락                | Millak                | 3.25      | 22.45     | 민락로298번길 국도 제3호선 (신평화로), 민락로                                       | 경기도     | 의정부시 |                                           |
| 6      | 소흘                | Soheul                | 5.85      | 28.30     | 국도 제43호선 (호국로) 국가지원지방도 제98호선 (호국로)                             | 경기도     | 포천시   |                                           |
| 7      | 소흘 분기점         | Soheul JC             | 2.16      | 30.46     | 400호선 수도권제2순환고속도로                                                       | 경기도     | 포천시   |                                           |
| 8      | 선단                | Seondan               | 4.54      | 35.00     | 국도 제43호선 (호국로) 국가지원지방도 제56호선 (호국로) 지방도 제364호선 (삼육사로) | 경기도     | 포천시   |                                           |
| 9      | 포천                | Pocheon               | 5.95      | 40.95     | 국도 제87호선 (포천로)                                                              | 경기도     | 포천시   |                                           |
| TG     | 신북 요금소         | Sinbuk TG             |           |           |                                                                                     | 경기도     | 포천시   | 본선요금소                                |
| 10     | 신북                | Sinbuk                | 3.65      | 44.60     | 국도 제43호선 (호국로), 반월산성로                                                  | 경기도     | 포천시   |                                           |

## 주요 통과지
세종특별자치시
- 장군면 · 연서면 · 전동면

충청남도
- 천안시 (동남구 (성남면 · 수신면 · 병천면 · 북면) - 서북구 입장면)

경기도
- 안성시 (서운면 · 금광면 · 보개면 · 고삼면) - 용인시 (원삼면 · 이동읍 · 호동 · 운학동 · 해곡동 · 양지면 · 포곡읍 · 모현읍) - 광주시 (문형동 · 추자동 · 고산동 · 삼동 · 목동 · 직동) - 성남시 중원구 (갈현동 · 상대원동) - 성남시 수정구 (양지동) - 하남시 (학암동 · 감이동 · 광암동 · 감일동 · 감북동 · 초이동)

서울특별시
- 강동구 (길동 · 둔촌동 · 명일동 · 상일동 · 고덕동 · 암사동)

경기도
- 구리시 (토평동 · 교문동)

서울특별시
- 중랑구 (망우동 · 신내동)

경기도
- 구리시 (인창동 · 갈매동) - 남양주시 (퇴계원읍 · 별내면) - 의정부시 (산곡동 · 고산동 · 민락동 · 낙양동 · 자일동) - 포천시 (소흘읍 · 가산면 · 군내면 · 신북면)

## 사건
2025년 2월 25일 세종 ~ 안성 공사 구간 9공구 서운입장 나들목 인근 청룡천교 교각 붕괴 사고로 인하여 4명이 사망하고 6명의 부상자가 발생했다.

## 논란

### 사업 진행 방식 문제
2008년 8월 서울세종고속도로 계획이 최초로 수립되었을 때 사업추진 방식은 예비타당성조사를 거쳐 재정사업으로 할지 최종 결정하기로 하였다. 국토부는 재정사업을 전제로 구리시~공주시 간 노선의 사업계획서를 수립 제출하여 예비타당성조사를 의뢰하여 통과되었고 추가로 사전민자적격성 조사도 실시하여 통과되었다. 2009년 국토부는 재정사업으로 진행하였으나 기획재정부가 민자사업으로 전환하도록 압력을 가하던 상태에서 사업 시행이 지연되었다. 그러다 2015년에, 2009년 예비타당성조사를 근거로 민자사업으로 시행하기로 결정되어 민자적경성이 통과되었는데 2017년에 다시 원래대로 재정사업으로 시행하기로 결정되었다.

### 남한산성통과 문제
2009년 이 고속도로의 예비타당성조사가 진행되던 중 계획 구간에서 성남시 구간이 남한산성과 사기막골 유원지 구간을 고가도로로 지나가는 것으로 알려지면서 성남 지역 주민과 정치인, 환경단체가 생태계 파괴와 환경오염 문제를 들면서 반발해 고가도로 건설을 철회할 것을 요구했다. 이에 대해 국토교통부 및 국회 국토해양위원회에서 실무협의를 통해 이 구간을 터널로 건설하기로 정했다.

### 충청북도경유 문제
2014년부터 이 고속도로가 충청북도를 경유하지 않는다는 것이 알려지면서 충청북도에서 논란이 발생했다. 이 때문에 새정치민주연합 충북도당은 충청북도의 발전에 저해가 된다는 이유로 충청북도 경유를 주장하고 나섰으며 이는 곧 6·4 지방선거의 충청북도지사 선거에도 주요 쟁점이 되다못해 논란이 진실공방 등 다른 곳으로 변질되어 도지사 후보 서로를 고소하는 상황까지 이어졌다.
이 논란은 6·4 지방선거가 끝난 이후에도 이어졌다. 2014년 6월 23일에는 이 문제를 놓고 범도민 협의기구까지 출범했으며 이 협의기구 회의에서 이 고속도로의 충청북도 경유와 대체 방안인 중부고속도로 확장을 놓고 논쟁을 벌였다. 이 문제에 대해 새누리당의 김무성 대표는 이 주장에 공감을 표시했고, 이인제는 오송 경유를 주장하였다., 또한 2014년 5월 29일 윤진식 지사후보 캠프에서 열린 새누리당 중앙선대위 현장회의에서 당시 이완구 원내대표(공동선대위원장)는 고속도로 노선에 충북이 포함되도록 검토하고 있다고 발언하였으며 주호영 정책위의장은 당 차원에서 검토했다면서 경유하게끔 하겠다고 약속했다. 7월 14일 새누리당 전당대회를 앞두고 최고위원 후보였던 서청원은 이 고속도로가 충청북도 지역을 경유할 수 있겠다고 약속했다.
이러한 논란에 대하여 원안 노선의 주요 경유지 및 인접 지역인 세종특별자치시와 천안시, 공주시에서는 원안에 대한 지지 의견을 국토교통부에 전달하였다. 이 의견서에서 공주시는 청주시의 제안은 정부의 중부고속도로 확장 계획과 중복 우려가 있고 비용편익분석(B/C)도 1 이하로 경제성과 사업추진의 타당성이 원안보다 떨어진다고 주장하며 경쟁력 있는 국가 기간교통망 구축과 국토의 균형 발전이라는 의미에서 (원안 추진을) 적극 환영한다는 뜻을 밝혔다.
2015년 11월 19일 확정되어 발표된 국토교통부의 서울세종고속도로 건설 계획에 따르면 본선은 충청북도를 경유하지 않는 원안으로 건설하되, 본선 경유안의 대안으로 충청북도를 연결하는 지선 노선을 따로 신설하기로 결정되었다. 또한 중부고속도로 확장 사업을 필요한 구간에서 추진하며 타당성 재조사를 실시하기로 결정했다.

## 같이 보기
- 세종포천고속도로 오송지선
- 강변북로
- 수도권제2순환고속도로
- 경부고속도로
- 중부고속도로